# Гермашев Михайло Маркіянович

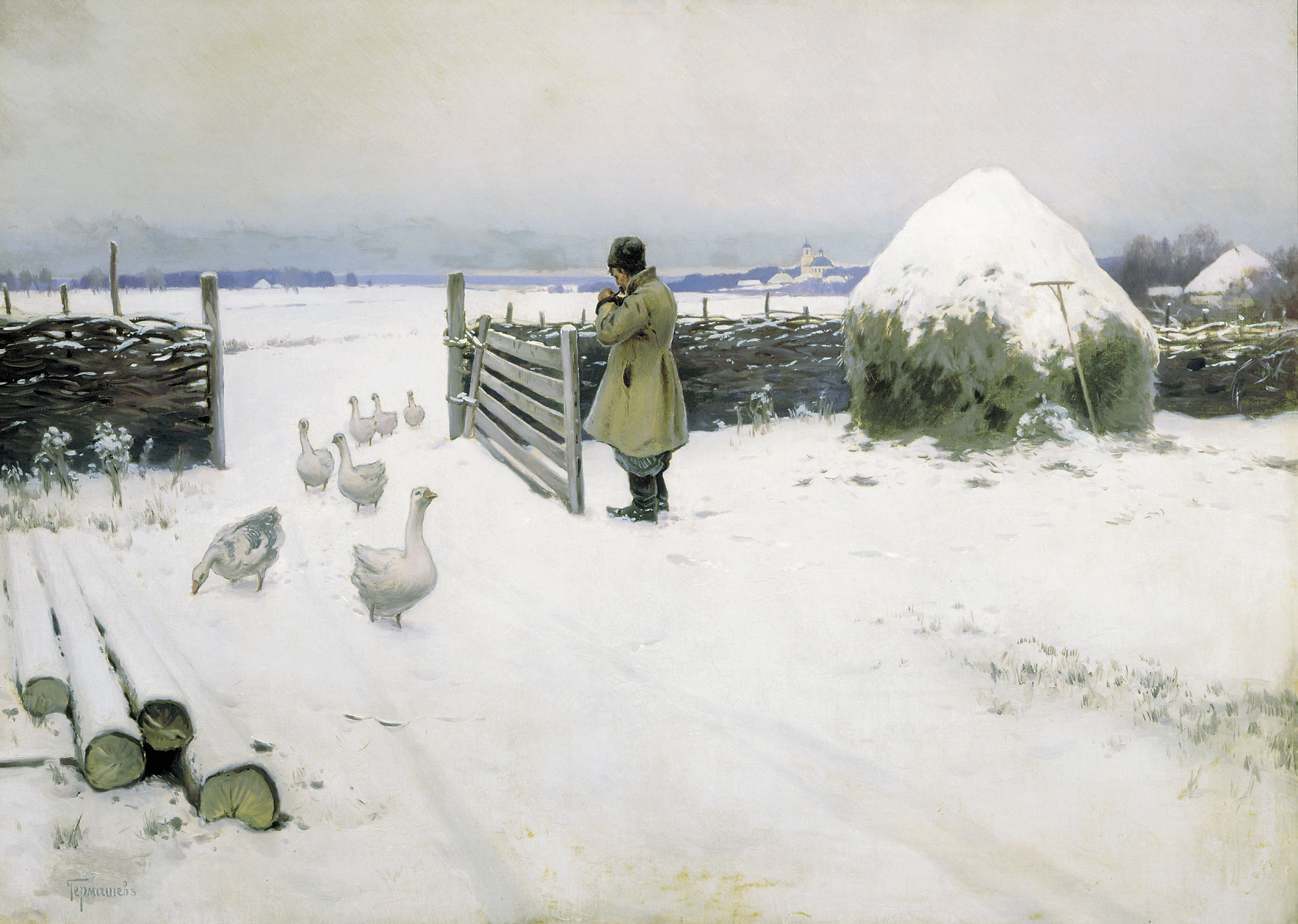
Картина М. Гермашева «Сніг випав» (1897)

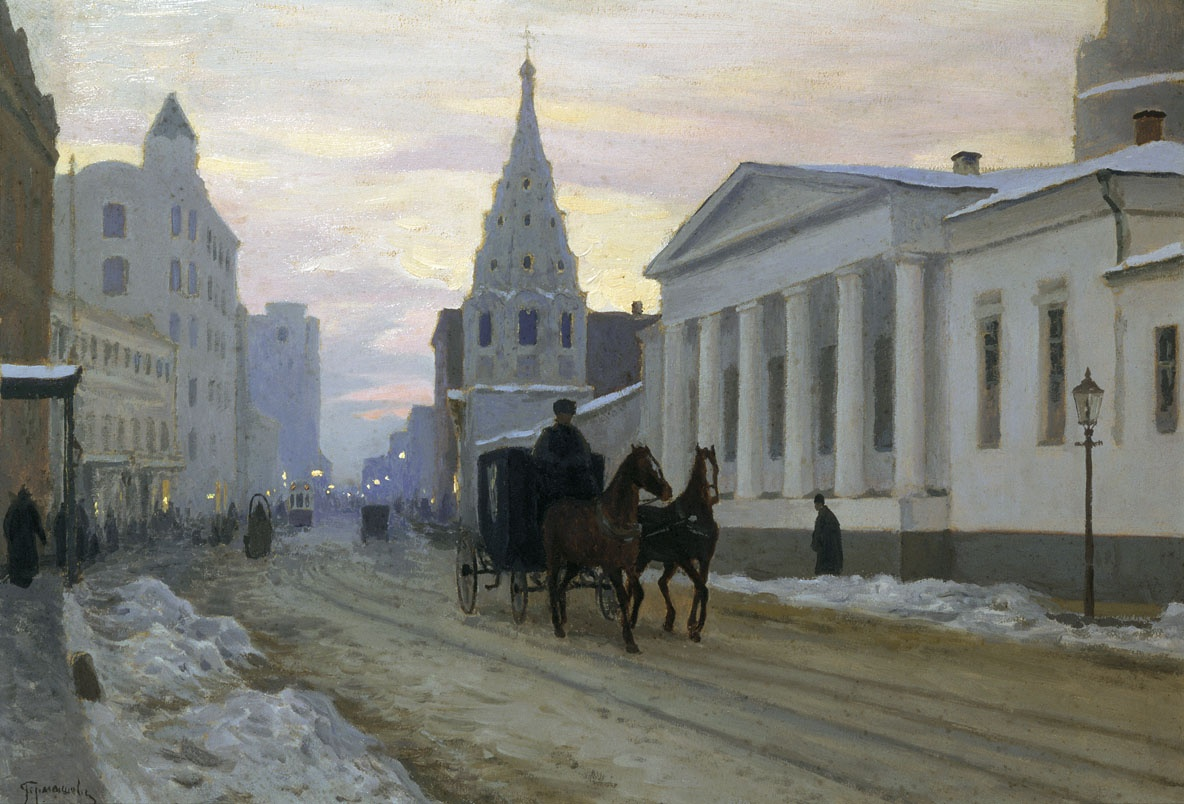
Картина М. Гермашева «Стара Москва. Вулиця Арбат» (початок XX століття)

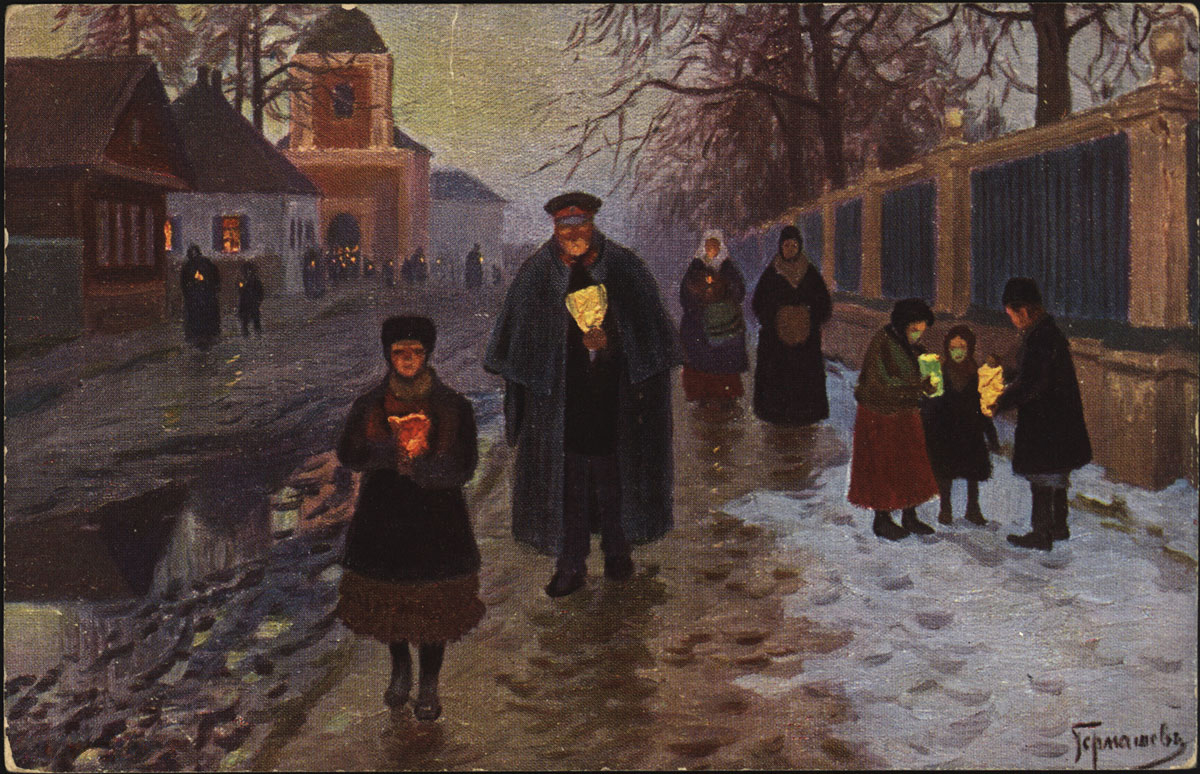
Великодня листівка з картини М. Гермашева «Після заутрені» (1904)

Миха́йло Маркія́нович Ге́рмашев (Бубе́ло) (нар. 13 (25) серпня 1867, Вовчанськ Харківська губернія, Російська імперія — 1930, Париж, Франція) — український та російський художник.

## Життєпис
М. М. Гермашев (справжнє прізвище - Бубело) народився в м. Вовчанськ Харківської губернії в дворянській родині.
Закінчив Московське училище живопису, скульптури та архітектури, де навчався в 1892—1899 роках. Його наставником був І. Левітан. Також його вчителями були О. Саврасов, В. Маковський, В. Полєнов.
Наприкінці XIX століття пейзажі художника стають популярними. У 1897 картина «Сніг випав» здобула першу премію Московського товариства любителів мистецтв, її придбав Павло Третьяков. Репродукції картин Гермашева друкувались у журналах «Нива», «Огонёк», вийшла серія поштових листівок з його пейзажами.
У 1920-х роках М. М. Гермашев був змушений емігрувати до Франції. У Парижі він теж багато працює, але на дуже невигідних для нього умовах: комерсанту Леону Жерару художник був повинен поставляти щомісяця дві картини на зарані задану тему. Комерсант продавав роботи за три-чотири ціни, а самому Гермашеву бракувало коштів навіть на фарби та пензлі. Його картини, куплені за великі гроші, вивозили до Англії, Австралії, Аргентини. Однак, у 1927 р. митець спромігся виставити свої найкращі полотна в салоні Національної спілки витончених мистецтв.
Михайло Маркіянович Гермашев помер у Франції, в 1930 р.

## Деякі роботи
- «Візник» (1890)
- «Зима» (1894)
- «Сніг випав» (1897)
- «Незамерзла річка» (1898)
- «Вечір» (1901)
- «У березні» (1905)
- «Теплий день» (1908)
- «В глушині» (1911)
- «Морозний день» (1911)
- «Перед весною» (1912) та ін.